# Gatunek iteroparyczny
Gatunek iteroparyczny – gatunek, którego przedstawiciele w ciągu swojego życia wielokrotnie przystępują do rozrodu lub biorą ciągły udział w procesie rozmnażania. Większość organizmów żywych należy do gatunków iteroparycznych.